# Legitieme portie
De legitieme portie (Nederland) of het reservatair deel (België) is een gedeelte van de waarde van een nalatenschap waar een afstammeling (kind of kleinkind), of ook de langstlevende echtgenoot (België), wettelijk recht op heeft als de overledene een testament heeft gemaakt, ongeacht hetgeen bij testament is bepaald. Het is voor kinderen een bescherming tegen en voor erflater een beperking op de mogelijkheid tot volledige onterving. De beschermingsgedachte komt uit het Romeins recht waar volledige onterving van een afstammeling als schending van de ouderlijke zorgplicht (officium pietatis) werd beschouwd. Tot in de huidige tijd kan volledige onterving van kinderen of echtgenoot onder omstandigheden als onredelijk worden beschouwd, bijvoorbeeld bij discriminatoire redenen als overgang op een ander geloof, getrouwd met iemand uit een andere cultuur of een ongewenste seksuele geaardheid. De Nederlandse minister voor Rechtsbescherming voegde hier in 2021 als nieuwe redenen aan toe de mogelijke benadeling van kinderen uit een eerder huwelijk en bescherming tegen financieel misbruik door anderen dan de kinderen.
De rechtsfiguur van de legitieme portie is gebruikelijk in Europa, veel landen, waaronder Nederland, België, Frankrijk en Duitsland, kennen een dergelijke wettelijke beperking van de mogelijkheid om in een testament vrij te bepalen hoe de eigen bezittingen na het overlijden verdeeld moeten worden. In Scandinavische landen, Duitsland en Nederland geldt een lichte legitieme regeling, in Romaanse landen als België gelden veelal zwaardere beperkingen. Ook kent men een legitieme portie voor ouders. Op grond van de Europese Erfrechtverordening geldt in beginsel het recht van het land waar erflater bij overlijden zijn officiële woonplaats had.
Onder het Europees Verdrag voor de Rechten van de Mens is een wettelijke beperking op het eigendomsrecht door nationale wetgevers om redenen van algemeen belang toegestaan, oordeelde het Europees Hof in haar Arrest Marckx vs België. In Nederland achtte de wetgever bij behandeling van het wetsvoorstel in de Eerste Kamer in 1999 de beperkingen verantwoord, evenals het notariaat. In 2015 oordeelde de Rechtbank Noord-Holland dat de legitieme niet in strijd is met het EVRM omdat de inperking in verhouding staat tot het algemeen belang dat er mee wordt gediend.
In common law-landen, zoals de Verenigde Staten (behalve Louisiana) en de meeste Angelsaksische landen, is het wel mogelijk om in een testament kinderen of ouders volledig te onterven. In plaats daarvan hebben hier bepaalde categorieën personen een aanspraak die via de rechter geldend kan worden gemaakt, zowel bij versterfopvolging als testamentaire opvolging, dat zijn onder meer de partner, de ex-partner die niet is hertrouwd en de kinderen.
Als er sprake is van een legitieme portie, is dat meestal een bepaald gedeelte van hetgeen iemand zou erven zonder dat de erflater een testament had gemaakt (erfopvolging bij versterf).

## Geschiedenis
De Franse Revolutie maakte in 1790-1791 een einde aan het eerstgeboorterecht en zorgde op 8 maart 1793 voor een gelijkberechtiging van de kinderen in de nalatenschap. Onder het Consulaat werd de portion disponible op 25 maart 1800 ingevoerd als een afzwakking van dit principe: er was weer ruimte om een of meer kinderen te bevoordelen. Het spiegelbeeld van dit 'beschikbare deel' was het 'reservataire deel', waaraan niet kon worden geraakt. Vier jaar later werd dit systeem opgenomen in de Code Napoléon en zo over continentaal Europa verspreid.

## België
In België werden de rechtsregels omtrent de wettelijke reserve of het reservatair deel hervormd in 2017 en 2018. Sindsdien gelden volgende regels. De wettelijke reserve voor de ouders werd hierbij afgeschaft.

### Kinderen
Aan de kinderen van de overledene komt steeds de helft van de fictieve massa in volle eigendom toe (art. 913 BW). De fictieve massa wordt bepaald door van het vermogen van de overledene zijn schulden af te trekken en vervolgens de schenkingen bij op te tellen (art. 922 BW). De wettelijke reserve voor de kinderen is onafneembaar.

### Langstlevende
De langstlevende echtgenoot heeft minimaal recht op het vruchtgebruik over de helft van de fictieve massa (art. 915bis, §1 BW). Deze reserve kan echter aan de langstlevende worden ontnomen indien de echtgenoten op de dag van het overlijden sinds meer dan zes maanden gescheiden leefden en indien de erflater of de langstlevende echtgenoot, als eiser of als verweerder, ofwel een afzonderlijk verblijf had gevorderd, ofwel een vordering tot echtscheiding wegens ontwrichting van het huwelijk heeft ingesteld, en voor zover de echtgenoten na die akte niet opnieuw zijn gaan samenwonen (art. 915bis, §3, eerste lid BW).

## Nederland
Met de invoering van het huidige erfrecht in 2003 is de positie van de legitimaris ingrijpend gewijzigd en zwakker geworden dan voorheen. Het onderwerp is tijdens de 50 jaar lange discussies over het nieuwe erfrecht uitgebreid aan de orde geweest, waarbij volksvertegenwoordiging en notariaat lange tijd veelal andere meningen aanhingen.
Onder het huidige erfrecht heeft een kind van de erflater recht op de legitieme portie maar alleen in de vorm van geld, een obligatoire aanspraak, niet meer in de vorm van goederenrechtelijke aanspraken en er is geen sprake meer van erfgenaamschap. De legitimaris is dus geen erfgenaam meer, heeft geen zeggenschap bij de afwikkeling van de erfenis en moet zijn of haar rechten invorderen bij de erfgenamen. Het breukdeel voor de legitieme portie is de helft van het erfdeel dat het kind zou ontvangen als er geen testament zou zijn, dus de helft van het erfdeel volgens de regels voor erfopvolging bij versterf, vermeerderd met een breukdeel van door erflater bij leven gedane giften en schenkingen, verminderd met schulden, de legitimaire massa. Het kind wordt in dit verband legitimaris genoemd. Het recht om aanspraak te maken op de legitieme portie vervalt uiterlijk vijf jaar na overlijden, ook als de nalatenschap dan is verdeeld. Daarna is het te laat, ook al wist het kind niet van het overlijden af. Belanghebbenden kunnen iemand een redelijke termijn stellen om te beslissen. Notaris of erfgenamen zijn niet verplicht een onterfd kind op de hoogte te brengen van het overlijden van de ouder, op grond van beroepsregels kan het onder omstandigheden echter onzorgvuldig worden geacht als een notaris dat niet doet.
Een beroep op de legitieme kan worden gedaan als een legitimaris is onterfd, als een legitimaris erft maar de erfenis verwerpt, of als aanvulling op een erfdeel. Er bestaan geen formele regels voor de manier waarop de aanspraak geldend kan worden gemaakt, in verband met termijnen wordt het verstandig geacht dit schriftelijk te doen en advies te vragen van een deskundige in het erfrecht. 
Bij onterving of verwerping is het kind géén erfgenaam maar schuldeiser van de nalatenschap, het heeft geen zeggenschap bij de afwikkeling van de nalatenschap. De legitimaris die wel erfgenaam is heeft het recht bij bepaalde beperkingen die voor de erfgenamen gelden de nalatenschap te verwerpen en een beroep op de legitieme portie te doen, dat is bij een making onder voorwaarde, twee vormen van testamentair bewind of bij een testamentaire last (art. 4:76 sub a BW). Is een executeur benoemd of ontvangt men een erfenis onder testamentair beschermingsbewind kan verworpen worden en een beroep op de legitieme worden gedaan, maar dan wordt daarop de waarde van het erfdeel dat men had kunnen verkrijgen in mindering gebracht (artikel 4:72 en 4:73 BW, art. 4:75 lid 1 BW). Voor deze bestraffing zijn door wetgever geen gronden gegeven. Onder het oude recht waren deze rechten uitgebreider.
Als een legitimaris de erfenis verwerpt moet tegelijkertijd uitdrukkelijk een beroep op de legitieme worden gedaan, anders wordt de erfenis zonder meer verworpen en de verwerping kan niet worden teruggedraaid.
Overigens is het niet verboden om in een testament impliciet of expliciet te bepalen dat een kind niet erft, een legitimaris heeft dan het recht een beroep te doen op het minimumdeel.
Een onterfd kind kan tegenover de erfgenamen aanspraak maken op inzage en een afschrift van alle bescheiden die hij voor de berekening van zijn legitieme portie behoeft (artikel 4:78 lid 1 BW). Daarnaast kan een onterfd kind eisen dat een boedelbeschrijving bij notariële akte plaatsvindt of dat de deugdelijkheid van een reeds bij onderhandse akte gemaakte boedelbeschrijving onder ede wordt bevestigd.
Ook al is een pleegkind of stiefkind al jaren lid van de familie, hij valt niet onder de erfopvolging bij versterf en is ook geen legitimaris. Een pleegouder of stiefouder die wil dat zijn pleegkind of stiefkind erfgenaam van hem is moet dit dus doen bij testament.

### Langstlevende partner uit huwelijk of registratie
Voor de onterfde langstlevende partner is in het nieuwe erfrecht aansluiting gezocht bij ontwikkelingen in de maatschappij en de rechtspraak omtrent de verzorgingsgedachte voor echtgenoten onderling (codificatie). De langstlevende partner kan, indien de verzorging anders niet is gewaarborgd, mede aanspraak maken op een passende voorziening ten laste van de nalatenschap. Daarbij gaat het niet om een aanspraak verder te leven als voorheen maar om een redelijk minimum. Dit wordt niet legitieme portie genoemd maar het gaat om dezelfde achterliggende grondgedachte en het brengt eveneens een beperking van de testeervrijheid mee, die door wetgever gerechtvaardigd wordt geacht. Het onverzorgd achterlaten van de echtgenoot wordt in strijd met de goede zeden geacht.

### Geschiedenis
Voor 1 januari 2003 had een erfgenaam in Nederland recht op uitkering van zijn legitieme portie in goederen. Bij de herziening van het erfrecht is het breukdeel voor de legitieme portie tevens verkleind. Als iemand zonder echtgenoot of (klein)kinderen kwam te overlijden, hadden zijn ouders tot 1996 recht op een legitieme portie. Dit gaf destijds veel problemen bij samenwoners. Met name homoseksuele stellen kwamen er destijds bekaaid vanaf. Zij hadden geen mogelijkheid tot huwen of het aangaan van een geregistreerd partnerschap.